# Giovanni d'Avila
Giovanni d'Ávila (Almodóvar del Campo, 6 gennaio 1499 – Montilla, 10 maggio 1569) è stato un sacerdote spagnolo, grande predicatore e mistico, proclamato santo da papa Paolo VI nel 1970; nel 2012 è stato dichiarato dottore della Chiesa da papa Benedetto XVI ed è chiamato l'Apostolo dell'Andalusia.

## Biografia
Nato da una nobile famiglia castigliana, iniziò a studiare giurisprudenza a Salamanca, ma passò presto all'università di Alcalá de Henares dove si laureò in teologia e filosofia. Rimase orfano quando era ancora studente e, ordinato sacerdote, nel 1525 celebrò la sua prima messa nella chiesa dov'erano sepolti i genitori e distribuì la sua parte di eredità ai poveri.
Nel 1527 progettò di partire per il Messico come missionario, ma il suo zelo e la sua abilità oratoria vennero segnalate al Vescovo di Siviglia, Alfonso Manrique de Lara, che lo incaricò di organizzare delle missioni popolari in tutta l'Andalusia per ravvivare la fede in quelle terre: la sua fama di oratore si diffuse rapidamente presso tutti gli strati sociali della popolazione fino a divenire leggendaria; venne incaricato anche di pronunciare il sermone in occasione dei funerali della regina Isabella di Portogallo, moglie di Carlo V, tenutisi il 17 maggio 1538.
Amico di sant'Ignazio di Loyola, favorì lo sviluppo e la diffusione dei Gesuiti in Spagna; sostenne santa Teresa d'Avila nella sua opera di riforma dell'Ordine carmelitano e san Giovanni di Dio per la fondazione dei Fatebenefratelli; fu una sua omelia, quella pronunciata per i funerali di Isabella di Portogallo, a causare la conversione di san Francesco Borgia che abbandonò la carica di Viceré di Catalogna per diventare un sacerdote della Compagnia di Gesù.
Fu autore di numerose opere di carattere devozionale tra cui l'Epistolario spirituale tra tutti gli stati e Audi, filia, et vide che ebbero uno straordinario successo nella seconda metà del XVII secolo e vennero tradotti e diffusi in tutta Europa.

## Il culto
La causa fu introdotta sotto il pontificato di papa Clemente XIII e venne proclamato Venerabile l'8 febbraio 1759; papa Leone XIII lo beatificò il 4 aprile 1894 e fu canonizzato da papa Paolo VI il 31 maggio 1970.
La sua memoria liturgica ricorre il 10 maggio.
Dal Martirologio romano (ed. 2005):
Il 7 ottobre 2012 papa Benedetto XVI ha proclamato san Giovanni d'Ávila "Dottore della Chiesa Universale", unitamente alla santa tedesca Ildegarda di Bingen. Secondo la lettera apostolica con cui è avvenuta la proclamazione, Giovanni d'Avila spiegò che "la vita spirituale cristiana, che è partecipazione alla vita trinitaria, parte dalla fede in Dio Amore", è nutrita dalla misericordia e carità del Padre manifestata nei meriti della Passione di Gesù Cristo, ed è guidata dallo Spirito Santo. Il «Padre Maestro Ávila» (o "Santo Maestro di Ávila"), chiamato Maestro già dai suoi contemporanei, fu prima di tutto un ricercato "predicatore evangelico" e amico di Ignazio di Loyola, autore di una "teologia vicina alla vita, che risponde alle questioni poste in quel momento e lo fa in modo didattico e comprensibile". Pur non essendo professore, la sua "profonda conoscenza della Bibbia" e "profonda esperienza delle realtà soprannaturali" lo resero un influente consigliere di dotti vescovi e religiosi del suo tempo. Le citazioni si focalizzano su 5 dei 70 libri del canone biblico, con alcuni commenti patristici di rilievo.
Il 25 gennaio 2021 papa Francesco ne ha istituito la memoria facoltativa per tutta la Chiesa universale, fissandola al 10 maggio.